# مرفق التواصل الأوروبي
مرفق التواصل الأوروبي ( CEF ) هو صندوق تابع للاتحاد الأوروبي للاستثمار في البنية التحتية لعموم أوروبا في مجال النقل والطاقة والمشاريع الرقمية التي تهدف إلى زيادة الترابط بين الدول الأعضاء في الاتحاد الأوروبي (2014-2020). يعمل الصندوق من خلال المنح والضمانات المالية وسندات المشاريع. ويتم تشغيله من قبل الوكالة التنفيذية للابتكار والشبكات .
تدعم الهيئة الرقمية CEF Digital  إتمام السوق الرقمية الفردية من خلال ربط أوروبا من خلال «الجسور الرقمية» (البنى التحتية للخدمات الرقمية) لصالح المواطنين والشركات والإدارات العامة. حيث تعزز رؤية الخدمات العامة التي ليست رقمية بشكل افتراضي فقط ولكن أيضًا عبر الحدود افتراضيًا. هناك نوعان من البنى التحتية للخدمة الرقمية (DSIs):
- DSIs الخاصة بقطاعات خدمات رقمية معقدة عبر أوروبا تستند إلى حلول تقنية وتنظيمية مثل: المشتريات الإلكترونية ، والأمن السيبراني ، الصحة ، العدالة ، حل النزاعات عبر الإنترنت ، Europeana ، إنترنت أكثر أمانًا ، بيانات مفتوحة.
- توفر مؤشرات DSI المعروفة باسم كتل الإنشاء وهي خدمات رقمية أساسية وقابلة لإعادة الاستخدام. يمكن دمج كتل البناء في DSI ومشاريع تقنية المعلومات الأخرى ويمكن دمجها مع بعضها البعض.

## كتل بناء CEF
إن اللبنات الأساسية ل CEF هي الخدمات الرقمية الأساسية التي يقدمها برنامج CEF. تستند الكتل البرمجية الإنشائية إلى التشريعات والمعايير الأوروبية لمساعدة الأوروبيين على تنفيذ بعض الإمكانات الرقمية الأكثر شيوعًا ، مثل تبادل الرسائل وأرشفة المستندات وتحديد المستخدمين إلكترونيًا. باستخدام الكتل البرمجية الإنشائية ، يمكن تطوير الخدمات الرقمية بشكل أسرع وأسهل وأكثر فعالية من حيث التكلفة باستخدام التقنيات الحالية ، بدلاً من تطويرها من قبل كل منظمة بمفردها. يقدم CEF أيضًا منحًا مالية لمستخدميه الراغبين في تبني اللبنات الأساسية. هناك ثماني كتل بناء حتى الآن ، بما في ذلك الأرشفة الإلكترونية ، والبنية التحتية لاختبار البيانات الضخمة (BDTI) ، وسيط السياق ، والتسليم الإلكتروني ، والمعرف الإلكتروني ، والفواتير الإلكترونية ، والتوقيع الإلكتروني ، والترجمة الإلكترونية. يأتي كل منها بمواصفاته الفنية الخاصة ، وعينة من البرامج (إن وجدت) وخدمات الدعم ، مثل مكتب المساعدة ، لدعم تبنيها.

### كتل البناء المتاحة
يتوفر حاليًا ثمانية كتل بناء:
- الأرشفة الإلكترونية والتي توفر نماذج المواصفات والبرامج وخدمات الدعم لوصف البيانات ونقلها وحفظها بناءً على المعايير الدولية.[5]
- البنية التحتية لاختبار البيانات الضخمة ( BDTI ) عبارة عن وضع حماية افتراضي حيث يمكن للإدارات العامة تجربة أدوات وتقنيات البيانات الضخمة المختلفة لابتكار خدمات وحلول رقمية جديدة.[6]
- Context Broker الذي يعمل على تجميع البيانات ودمجها من مصادر بيانات إنترنت الأشياء المختلفة ، مما يتيح إجراء تحليلات شاملة وتقارير في الوقت الفعلي لاتخاذ قرارات أكثر استنارة.[7]
- eDelivery الذي يقدم المواصفات ، وعينة من البرامج وخدمات الدعم لإعداد البنية التحتية لخدمة التسليم المسجلة لتبادل البيانات والمستندات.[8]
- eID التي تساعد في إنشاء البنية التحتية التقنية اللازمة لتحديد الشركات والمواطنين والسلطات العامة من الدول الأعضاء الأوروبية الأخرى إلكترونيًا ، على النحو المحدد في لائحة eIDAS.[9]
- eInvoicing التي تدعم إرسال واستلام وتجهيز الفواتير الإلكترونية عبر الحدود وذلك تماشيا مع التوجيه الأوروبي ومعيار الفواتير الإلكترونية.[10]
- التوقيع الإلكتروني الذي يساعد على إنشاء التوقيعات الإلكترونية والتحقق منها بما يتوافق مع لائحة eIDAS.[11]
- eTranslation الذي يوفر خدمات الترجمة الآلية التي يمكن استخدامها في ترجمة نصوص وثائق (على الإنترنت)، أو مباشرة من منصة الخدمات الرقمية. تم تطوير الترجمة الإلكترونية في المديرية العامة للترجمة (DGT) التابعة للمفوضية الأوروبية وتم إطلاقها رسميًا في 15 نوفمبر 2017. وهي تعتمد على خدمة الترجمة الآلية السابقة للمفوضية الأوروبية - MT @ EC ، والتي تم تنفيذها أيضًا بواسطة DGT.[12][13]
- البنية الأساسية لخدمات Blockchain الأوروبية (EBSI) التي تهدف لتعزيز الثقة بين الأطراف وتحسين كفاءة العمليات [14]
- مبدأ المرة الواحدة (OOP) الذي يقلل العبء الإداري للأفراد والشركات .[15]

### الأطراف المعنية
يتم تقديم كتل البناء كجزء من CEF Digital ، الذراع الرقمي لبرامج الاتصالات. تتولى المديرية العامة لشبكات الاتصالات والمحتوى والتكنولوجيا التابعة للمفوضية الأوروبية (CNECT) مسؤولية تحديد الكتل الأساسية. وتشرف الإدارة العامة للمعلوماتية (DIGIT) على إدارتها . تقوم المديرية العامة للترجمة (DGT) بتنفيذ واستضافة الترجمة الإلكترونية . يدعم تمويل منحة CEF اعتماد اللبنات الأساسية ل CEF. و يتم ترتيبها من خلال طلبات تقديم العروض وتديرها الوكالة التنفيذية للابتكار والشبكات (INEA).